# Death Valley Gunfighter
Death Valley Gunfighter è un film del 1949 diretto da R.G. Springsteen.
È un western statunitense con Allan Lane.

## Produzione
Il film, diretto da R.G. Springsteen su una sceneggiatura di Robert Creighton Williams, fu prodotto da Gordon Kay, come produttore associato, per la Republic Pictures e girato nell'Iverson Ranch a Chatsworth, Los Angeles e nelle Alabama Hills a Lone Pine, in California, dal gennaio 1949.

## Distribuzione
Il film fu distribuito negli Stati Uniti dal 29 marzo 1949 al cinema dalla Republic Pictures. È stato distribuito anche in Brasile con il titolo O Vale do Terror.

## Promozione
Le tagline sono:
- RIDE, 'ROCKY,' RIDE! THERE'S TROUBLE ON THE TRAIL TO DEATH VALLEY! One smash thrill after another as a fiery mine war breaks out in the West!
- GUNS IN THE NIGHT!... deadly flashes of fire burn an ominous warning to men who would gamble their lives for the silver treasure of DEATH VALLEY!
- ROCKY'S ON THE TRAIL AGAIN!... rounding up a gang of mine-jumpers!
- "Rocky" Springs A DEATH TRAP on Dead-Shot OUTLAWS!